# Garrett Miller
Garrett Miller (* 7. Juni 1977 in Philadelphia) ist ein ehemaliger US-amerikanischer Ruderer.

## Karriere
Bei den Junioren-Weltmeisterschaften im Rudern belegte Miller 1994 den dritten und 1995 den zweiten Platz.
Miller gewann im Achter den Weltmeistertitel bei den Ruder-Weltmeisterschaften 1997, 1998 und 1999.
Er belegte bei den Olympischen Sommerspielen 2000 im Achter der Männer den fünften Platz.